# Peter Sendel
Peter Sendel  (Ilmenau, 6 maart 1972) is een Duits voormalig biatleet.

## Carrière
Sendel werd met de Duitse estafetteploeg tweemaal wereldkampioen en won op de wereldkampioenschappen nog een zilveren en een bronzen medaille en twee medailles met het team. Op de Olympische Winterspelen won Sendel de gouden medaille in de estafette in 1998 en vier jaar later de zilveren medaille, bij Sendel zijn enige individuele olympische optreden eindigde hij als achtste in de 20 km individueel in 1998.

## Belangrijkste resultaten

### Olympische Winterspelen
| Jaar | Plaats         | Resultaten                                    |
| ---- | -------------- | --------------------------------------------- |
| 1998 | Nagano         | 8ste 20 km individueel · 4 x 7,5 km estafette |
| 2002 | Salt Lake City | 4 x 7,5 km estafette                          |

### Wereldkampioenschappen
| Jaar | Plaats           | Resultaten                                                                                                |
| ---- | ---------------- | --- |
| 1994 | Canmore          | team |
| 1995 | Rasen-Antholz    | 14e team                                                                                                  |
| 1996 | Ruhpolding       | 25ste 20 km individueel · 4 x 7,5 km                                                                      |
| 1997 | Brezno           | team · 4 x 7,5 km                                                                                         |
| 1999 | Kontiolahti      | 18de 20 km individueel 50ste 10 km sprint 15de 12,5 km achtervolging 22ste 15 km massastart 4e 4 x 7,5 km |
| 2000 | Oslo             | 6de 20 km individueel · 8ste 10 km sprint · 12de 12,5 km achtervolging · 4e 15 km massastart · 4 x 7,5 km |
| 2001 | Pokljuka         | 47ste 20 km individueel                                                                                   |
| 2003 | Chanty-Mansiejsk | 8ste 20 km individueel · 11e 15 km massastart · 4 x 7,5 km                                                |
| 2004 | Oberhof          | 22ste 10 km sprint 41ste 12,5 km achtervolging 27ste 15 km massastart                                     |